# Le Grand Marionnettiste
Le Grand Marionnettiste, ou Horloge du Grand Marionnettiste, est un site touristique installé à Charleville-Mézières, dans le département des Ardennes. Il a été conçu pour ressembler à un marionnettiste dont les différentes parties du corps sont incrustés dans une partie de la façade de l'Institut International de la Marionnette. Cet automate présente quotidiennement douze tableaux conçus comme un spectacle de marionnettes et racontant l'histoire des Quatre Fils Aymon, une légende ardennaise.
La 21e édition du festival mondial des théâtres de marionnettes, qui s'est tenue du 17 au 26 septembre 2021, a été l'occasion de fêter les 30 ans du Grand Marionnettiste ainsi que les 60 ans du festival et les 40 ans de l'Institut International de la Marionnette.

## Description
Le Grand Marionnettiste est situé place Winston Churchill à Charleville-Mézières, juste à côté de l'institut international de la marionnette et non loin de la place Ducale.
Haut de dix mètres et d'un poids de cinq tonnes, le Grand Marionnettiste se présente, comme son nom l'indique, comme une horloge dont la structure est construite comme le corps d'un marionnettiste. Celui-ci propose au public un spectacle de marionnettes, à raison d'un tableau différent toutes les heures entre 10 h et 21 h. Chaque tableau dure quelques minutes et l'intégralité des douze tableaux est présentée chaque samedi à 21 h 15,.
Les douze tableaux racontent ainsi l'histoire des quatre fils du duc Aymon, un noble ardennais, qui ont déclenché le courroux de Charlemagne après que l'ainé des quatre fils, Renaud (futur Renaud de Montauban), ait tué Bertolai, neveu favori de Charlemagne, lors d'une partie d'échecs. À la suite de ces événements, les quatre frères ont pris la fuite à travers la France, accompagnés par le cheval-fée légendaire Bayard. Cette histoire est une adaptation de la Chanson des quatre fils Aymon,.
Le mécanisme de l'automate est animé par vérins pneumatiques et programmateurs à cames. Le déplacement des douze tableaux, pesant chacun 100 kg, s'effectue par tapis roulants et tables à rouleaux. Le déclenchement s'effectue par horloge mère radio pilotée, la sonorisation par platine laser et la synchronisation de la tête parlante par système électronique.

L'histoire accompagnant chaque tableau est racontée par le comédien Michel Etcheverry.

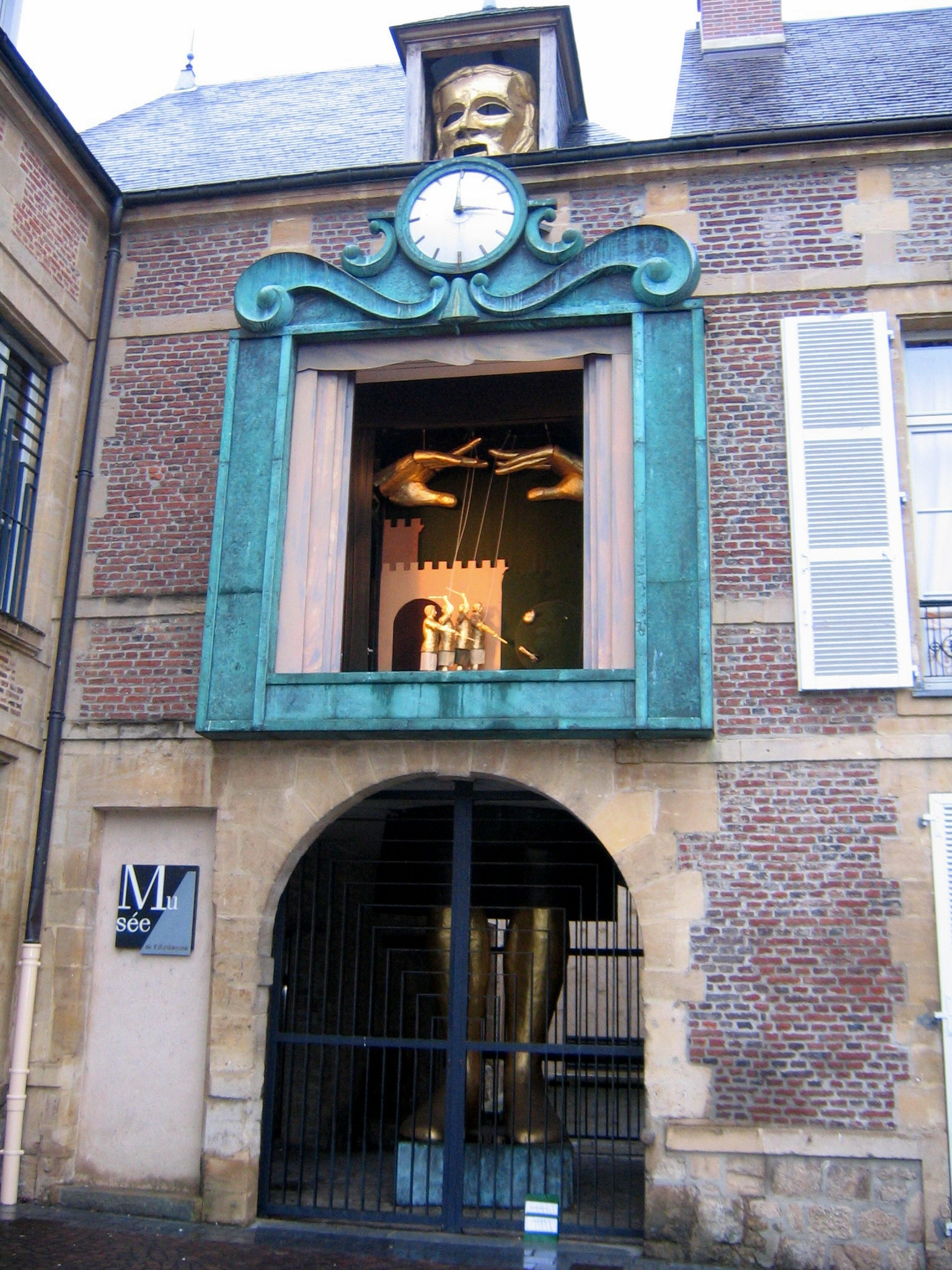
Le Grand Marionnettiste

|  |  |
|  |  |

## Conception et réalisation
L'idée du Grand Marionnettiste germe en 1986 lors d'un échange entre Jacques Felix, fondateur du festival mondial des théâtres de marionnettes de Charleville-Mézières, et Jacques Monestier, futur créateur de l'automate. Jacques Felix souhaite marquer le trentième anniversaire du festival par la création d'un monument particulier.
La construction de l'automate se déroule entre 1986 et 1991. Elle peut notamment être réalisée grâce au soutien de 738 donateurs, de plusieurs entreprises locales ainsi que des militaires du 3e régiment du génie basé à Charleville-Mézières.
Le Grand Marionnettiste est inauguré le 21 septembre 1991.